# Pârâul Mare, Bahlui
Pârâul Mare este un curs de apă, afluent al râului Bahlui. 